# Pseudolycoriella pammela
Pseudolycoriella pammela är en tvåvingeart som först beskrevs av Edwards 1928.  Pseudolycoriella pammela ingår i släktet Pseudolycoriella och familjen sorgmyggor. Inga underarter finns listade i Catalogue of Life.